# 都市省
都市省（とししょう、葡：Ministério das Cidades：MC）は、ブラジルの中央官庁。都市における公衆衛生や交通問題、スラムなどに代表される都市環境の改善や、都市における社会格差の是正を主たる職掌とする。
2003年1月1日、ルイス・イナシオ・ルーラ・ダ・シルヴァの第1期政権発足と同時に設立。続くジルマ・ルセフ政権とミシェル・テメル政権でも存続したが、2019年1月1日にジャイール・ボルソナロが大統領に就任すると国民統合省と統合され、地方開発省となった。その後、2023年1月1日に第2期ルーラ政権が発足すると旧に復された。

## 歴代大臣
| 代               | 氏名                                 | 在任期間               | 大統領                                 |
| ---------------- | ------------------------------------ | ---------------------- | -------------------------------------- |
| 1                | オリヴィオ・ドゥトラ                 | 2003.1.1 - 2005.7.20   | ルイス・イナシオ・ルーラ・ダ・シルヴァ |
| 2                | マルシオ・フォルテス・デ・アルメイダ | 2005.7.21 - 2011.1.1   | ルイス・イナシオ・ルーラ・ダ・シルヴァ |
| 3                | マリオ・ネグロモンテ                 | 2011.1.1 - 2012.2.2    | ジルマ・ルセフ                         |
| 4                | アギナルド・リベイロ                 | 2012.2.7 - 2014.3.17   | ジルマ・ルセフ                         |
| 5                | ジルベルト・オッシ                   | 2014.3.17 - 2015.1.1   | ジルマ・ルセフ                         |
| 6                | ジルベルト・カッサブ                 | 2015.1.1 - 2016.4.15   | ジルマ・ルセフ                         |
| 7                | イネス・ダ・シルヴァ・マガリャンイス | 2016.4.15 - 2016.5.12  | ジルマ・ルセフ                         |
| 8                | ブルーノ・アラウージョ               | 2016.5.12 - 2017.11.13 | ミシェル・テメル                       |
| 9                | アレサンドレ・バルディ               | 2017.11.22 - 2019.1.1  | ミシェル・テメル                       |
| 地方開発省に統合 |                                      |                        |                                        |
| 10               | ジャデル・バルバーリョ・フィーリョ   | 2023.1.1 -             | ルイス・イナシオ・ルーラ・ダ・シルヴァ |